# Métro léger de Mexico
Le Métro léger de Mexico (ou Tren Ligero de la Ciudad de México) est le réseau de métros légers de la ville de Mexico, capitale du Mexique. Inauguré en août 1986, il comporte une unique ligne, longue de 13,04 km.

## Historique

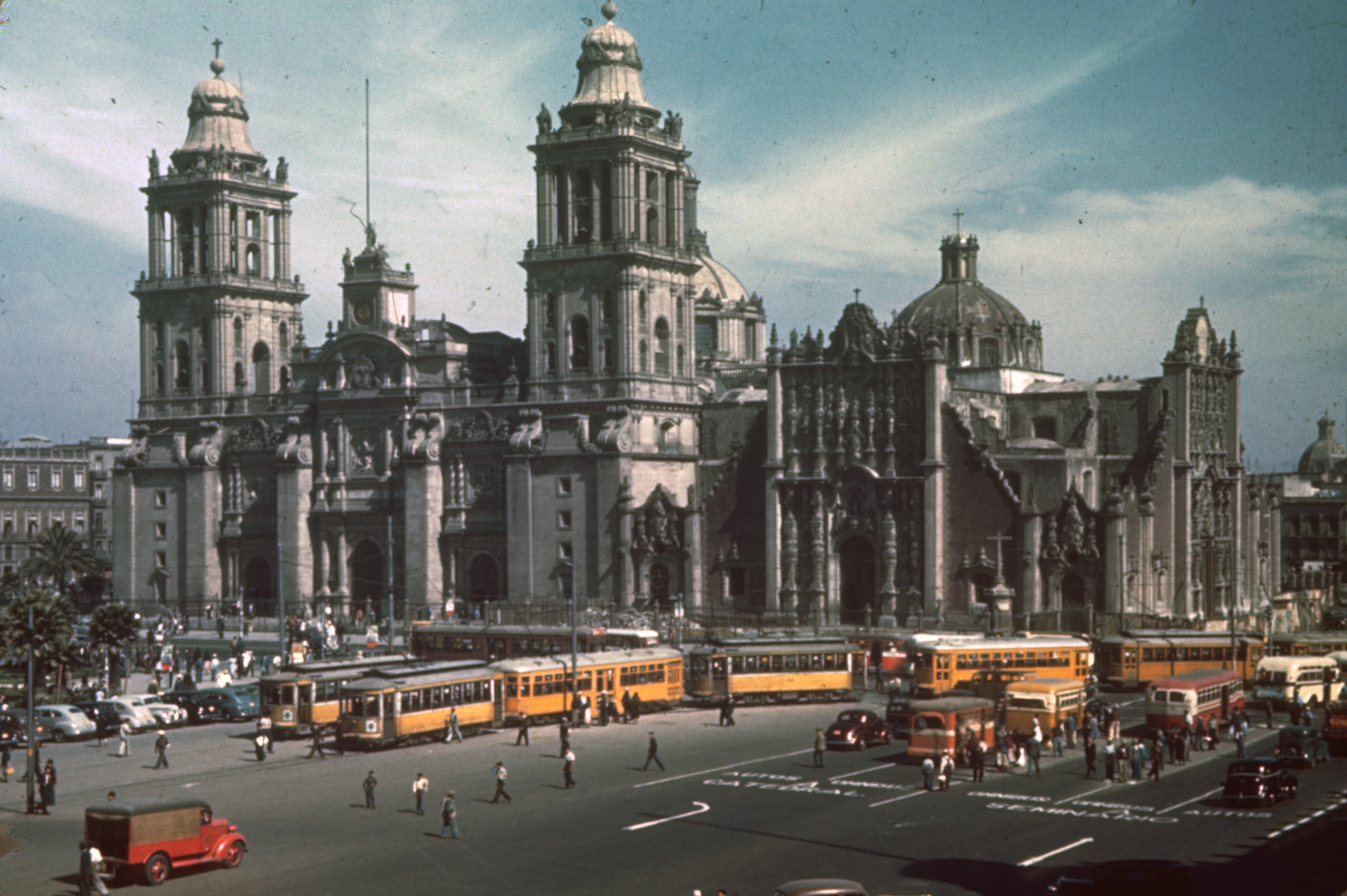
Les tramways classiques de Mexico dans les années 1940.

Le réseau de tramways classiques de Ciudad Mexico comprenait une vingtaine de lignes et la desserte était très dense dans le centre. L'augmentation de la circulation automobile et la pression économique consécutive ont, ici comme dans la plupart des villes du monde dans les années 1960 et 1970, mené à sa désinstallation. C'est à partir de 1986 que le Tren ligero de la Ciudad de México a commencé à être mis en place pour désengorger un trafic automobile devenu ingérable.